# أنتوني بيفرز
أنتوني بيفرز (بالإنجليزية: Anthony Beavers)‏ هو فيلسوف أمريكي، ولد في 8 مايو 1963 في بورتسموث في الولايات المتحدة.